# George C. Schoolfield
George C. Schoolfield, född 1925, död 21 juli 2016, var professor i tysk och skandinavisk litteratur vid Yale University. 

## Priser och utmärkelser
- 1992 – Edith Södergran-priset
- 2000 – Tollanderska priset